# Koumbri (département)
Ne doit pas être confondu avec Koubri (département).
Koumbri est un département et une commune rurale du Burkina Faso, situé dans la province du Yatenga et la région Nord. En 2006, le département comptait 44 535 habitants.

## Villages
Le département se compose de la commune chef-lieu (populations actualisées en 2006) :
- Koumbri (3 343 habitants)

et de 33 autres villages :
- Améné-Mossi (637 habitants)
- Améné-Saaba (487 habitants)
- Bidi-Mossi (3 112 habitants)
- Bidi-Peulh-Thiou (183 habitants)
- Bidi-Peulh-Todiam (234 habitants)
- Bidi-Rimaïbé-Thiou (326 habitants)
- Bidi-Rimaïbé-Todiam (590 habitants)
- Bidi-Silmimossi (348 habitants)
- Boulzoma (1 377 habitants)
- Dandambara (2 299 habitants)
- Dessè (1 780 habitants)
- Dondombéné-Mossi (1 848 habitants)
- Dondombéné-Peulh (102 habitants)
- Gassin-Sirgui (139 habitants)
- Kéké-Mossi (973 habitants)
- Kéké-Peulh (226 habitants)
- Kougourin (543 habitants)
- Ninigui (5 365 habitants)
- Ouattigué (1 125 habitants)
- Pogoro-Mossi (1 154 habitants)
- Pogoro-Silmimossi (518 habitants)
- Rim (2 930 habitants)
- Ronga (3 614 habitants)
- Saya-Mossi (2 069 habitants)
- Saya-Peulh (64 habitants)
- Séno-Bosnoré (164 habitants)
- Séno-Todiam (291 habitants)
- Silga (1 982 habitants)
- Soulou (3 265 habitants)
- Tanvoussé-Mossi (1 906 habitants)
- Tanvoussé-Peulh (155 habitants)
- Tibtenga (314 habitants)
- Zom (1 502 habitants)